# Solca
Solca è una città della Romania di 2 644 abitanti, ubicata nel distretto di Suceava, nella regione storica della Bucovina.
In attuazione di un referendum tenutosi nel 2005, nel 2007 si è staccata da Solca la località di Poieni-Solca, andata a formare un comune autonomo.
La città viene nominata per la prima volta in un documento emesso dal Principe di Moldavia Alexandru cel Bun il 15 gennaio 1418 e nel Medioevo era sede di mercati ed importante centro commerciale per tutta la zona.
Passata assieme a tutta la Bucovina sotto la Monarchia asburgica e conseguentemente sotto l'Impero austro-ungarico, durante la prima guerra mondiale Solca fu teatro di aspre battaglie tra le truppe austriache e quelle dell'Impero russo, essendo situata di fatto sulla linea del fronte.
Il monumento più importante della città è il Monastero, un'imponente Chiesa ortodossa fatta costruire ai primi del XVII secolo dal voivoda Ştefan Tomşa II.